# Assistance publique - Hôpitaux de Marseille
Pour les articles homonymes, voir Assistance publique.
 (mars 2020).
L'Assistance publique - Hôpitaux de Marseille (AP-HM), communiquant depuis 2020 sous le nom d'Hôpitaux universitaires de Marseille, est l'établissement public de santé français exerçant le rôle de centre hospitalier régional et universitaire pour Marseille et sa région.
Troisième groupement hospitalier de France par son budget (1,37 milliard d'euros en 2017) et ses ressources humaines, l'AP-HM emploie 12 000 agents, 1 885 médecins et près de 4 000 internes et externes. Elle regroupe cinq hôpitaux répartis dans l'agglomération marseillaise et dispose de 5 362 lits.

## Organisation

### Hôpitaux
- le centre hospitalier de la Timone
- l'hôpital Nord
- l'hôpital de la Conception
- les hôpitaux Sud
  - l'hôpital Sainte-Marguerite
  - l'hôpital Salvator
- l'Espace Santé AP-HM

## Directeurs
- 4 mars 1994 : Fernand Lorrang
- 11 mars 2002 : Guy Vallet
- 8 mai 2008 : Jean-Paul Segade
- 23 janvier 2013 : Jean-Jacques Romatet
- 6 avril 2015 : Catherine Geindre
- 2 mai 2017 : Jean-Olivier Arnaud
- 9 mai 2021 : François Crémieux

## Identité visuelle

Blason de l'Assistance publique de Marseille du XVIIIe siècle jusqu'en 1985.
Logo de 1985 à 1999.
Logo de 1999 à 2003.
Logo de 2003 à 2017.
Logo de 2017 à 2020.
Logo depuis 2020.